# 梅皮
梅皮（法語：Mespuits，法語發音：[mɛpɥi] ⓘ）是法国法兰西岛大区埃松省的一个市镇，属于埃唐普区。

## 地理
梅皮（48°21'25"N, 2°16'20"E）面积9.95 平方千米，位于法国法蘭西島大區埃松省，该省份为法国北部内陆省份，北起上塞纳省和马恩河谷省，西接厄尔-卢瓦省和伊夫林省，南至卢瓦雷省，东临塞纳-马恩省。
与梅皮接壤的市镇（或旧市镇、城区）包括：皮斯莱勒马赖、布朗迪、布瓦埃尔潘、布鲁伊、尚莫特、埃松河畔日龙维尔、鲁万维利耶、瓦尔皮索。

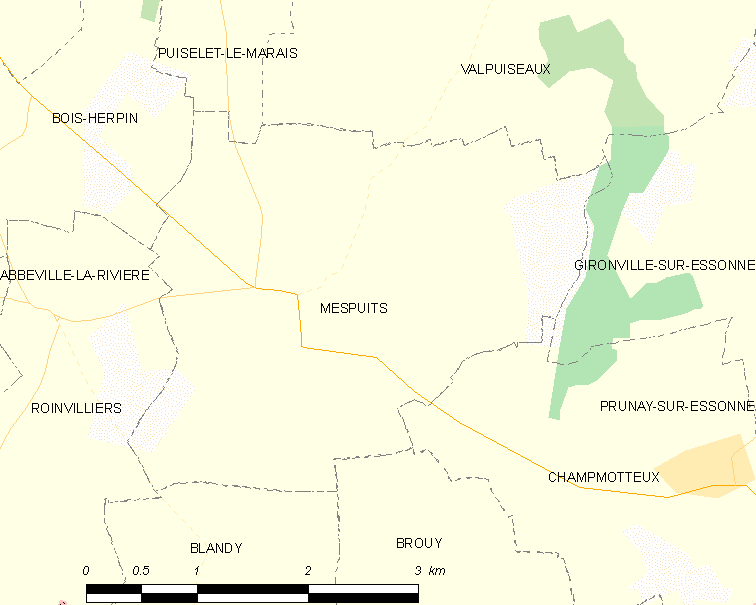
梅皮的OSM定位图

梅皮的时区为UTC+01:00、UTC+02:00（夏令时）。

## 行政
梅皮的邮政编码为91150，INSEE市镇编码为91399。

## 政治
梅皮所属的省级选区为埃唐普县。

## 人口

1962-2008年间梅皮人口变化图示

梅皮于2022年1月1日时的人口数量为188人。